# Computer Supported Cooperative Work
Als Computer Supported Cooperative Work oder Computer Supported Collaborative Work (CSCW, deutsch computerunterstützte oder rechnergestützte Gruppenarbeit) wird ein interdisziplinäres Forschungsgebiet aus Informatik, Soziologie, Psychologie, Anthropologie, Wirtschaftsinformatik, Wirtschaftswissenschaften, Medienwissenschaft und verschiedenen weiteren Disziplinen bezeichnet, das sich mit Gruppenarbeit und den die gruppeninterne Zusammenarbeit unterstützenden Informations- und Kommunikationstechnologien befasst; die zentralen Forschungsgegenstände der CSCW sind also die Kooperationen zwischen Menschen und deren Unterstützbarkeit mit Rechnern.
Computer Supported Cooperative Work (CSCW) ist die Bezeichnung des Forschungsgebietes, welches auf interdisziplinärer Basis untersucht, wie Individuen in Arbeitsgruppen oder Teams zusammenarbeiten und wie die Arbeit dabei durch Informations- und Kommunikationstechnologie unterstützt werden kann. Ziel aller Bemühungen im Gebiet CSCW ist es, unter Verwendung aller zur Verfügung stehenden Mittel der Informations- und Kommunikationstechnologie, Gruppenprozesse zu untersuchen und dabei die Effektivität und Effizienz der Gruppenarbeit zu erhöhen. Den Fokus auf unternehmensspezifische Kooperationsprozesse setzt der Begriff E-Collaboration, den auf wissensintensive Kooperationsprozesse hingegen Smart Collaboration. Letzterer stellt eine Verbindung zum interdisziplinären Fachgebiet des Wissensmanagements her. In neueren Entwicklungen hat sich die Disziplin auch Kommunikations- und Kooperationsszenarien jenseits der Arbeitswelt zugewandt (z. B. Online-Communitys im Freizeit- und Heimbereich).
Die Hilfsmittel für die Kooperation innerhalb von Gruppen und Teams werden als Groupware (für schwach strukturierte Arbeitsprozesse) oder Workflow-Management-Systeme (für stark strukturierte Arbeitsprozesse) bezeichnet; dies schließt sowohl Hardware (beispielsweise Kameras, Displays) als auch Software ein.
In der Forschung zu CSCW werden drei eng miteinander zusammenhängende Forschungsbereiche unterschieden (nach Hasenkamp 1994):
- die Entwicklung eines Verständnisses der Zusammenarbeit und Koordination
- die Entwicklung von Konzepten und Werkzeugen für die Unterstützung arbeitsteiliger Prozesse
- die Bewertung dieser Konzepte und Werkzeuge

Umgangssprachlich werden die Begriffe CSCW, Groupware und Workgroup Computing häufig weitgehend synonym gebraucht.

## Geschichte
Der Begriff CSCW wurde 1984 durch einen Workshop in Endicott House (MA) von Irene Greif und Paul Cashman geprägt.
Die erste internationale Konferenz fand 1986 in Austin, Texas statt (CSCW '86). Veranstaltungsdatum und Veranstaltungsort der nächsten CSCW sind auf der offiziellen Webseite abrufbar.
In den ungeraden Jahren wird in Europa die ECSCW (European Conference on Computer-Supported Cooperative Work) organisiert:
- 2005 in Paris, Frankreich
- 2007 in Limerick, Irland
- 2009 in Wien, Österreich
- 2011 in Århus, Dänemark
- 2013 in Nikosia, Zypern

Die Konferenzbeiträge sind online verfügbar.
Die Anfänge der CSCW-Forschung gehen auf Arbeiten vom Anfang der 80er Jahre zurück, die auch als euphorische Phase bezeichnet werden.
Ende der 80er Jahre stellte sich Ernüchterung aufgrund mangelnder Akzeptanz ein; diese Zeit wird auch als Katzenjammer-Phase bezeichnet.
In den 90er Jahren setzte die pragmatische Phase ein, in deren Verlauf praktikable und benutzbare Lösungsansätze erarbeitet wurden, die weniger auf eine Automatisierung von Kooperationsprozessen, sondern auf eine flexible Unterstützung setzen.
Eine Variante des CSCW-Ansatzes ist das Computer-Supported Cooperative Learning (CSCL), mittlerweile in seiner eingedeutschten Form als „Computerunterstütztes kooperatives Lernen“ bekannt. Dabei liegt der Schwerpunkt des Forschungsinteresses dann etwas mehr auf Lernprozessen als auf Prozessen des Zusammenarbeitens.

## Systemkategorien
Es gibt verschiedene Arten von Systemen. Grundsätzlich werden diese in folgende Typen unterteilt:
- Konferenzsysteme
- Entscheidungsunterstützungssysteme
- Mehrbenutzereditoren
- Hypermedia
- Koordinationssysteme
- Verteilte Büroabläufe

### Konferenzsysteme
Konferenzsysteme sind dafür ausgelegt, dass mehrere Teilnehmer, welche sich meist an entfernten Orten befinden, über ein gemeinsames Problem diskutieren können. Dabei ermöglicht der Informations- und Dokumentenzugriff das Einsehen von Informationen von allen Teilnehmern. Meistens wird in solchen Systemen Anonymität als ein Merkmal gewährleistet, so dass beispielsweise eine Abstimmung anonym erfolgen kann.
Konferenzsysteme lassen sich in 3 Kategorien einteilen:
- Konferenzzentrum:

Das Konferenzsystem ist zentral, meistens in einem Raum beziehungsweise Büro, untergebracht. Spezielle audiovisuelle Werkzeuge ermöglichen gute Präsentationstechnik und Informationsverarbeitung. Auch das Übertragen von Dokumenten sollte möglich sein.
- Telekonferenzen:

Diese Form der Konferenz ist am leichtesten zu benutzen beziehungsweise aufzubauen, da sie zum Beispiel via ISDN als Telefonkonferenz zwischen mehreren Mithörenden eingerichtet werden kann. Aber auch in diesem Sektor sind verteilte Videokonferenzen möglich.
- Elektronische Meetingsysteme:

Elektronische Meetingsysteme (EMS) ermöglichen eine synchrone oder asynchrone Interaktion zwischen den Meeting-Teilnehmern, die durch spezifische Werkzeuge wie Brainstorming, Abstimmungen oder Diskussionen unterstützt und strukturiert wird. Meetings werden von einem Moderator über eine Agenda gegliedert und gesteuert. Beiträge werden in der Regel anonymisiert. Ergebnisse automatisch protokolliert. Für synchrone Meetings werden EMS häufig um Telefonkonferenzen oder Webkonferenzen (Screensharing) ergänzt.
- Computerkonferenzen:

Computerkonferenzen ermöglichen eine verteilte asynchrone Interaktion zwischen den einzelnen Teilnehmern. Zu verschiedenen Communities of Interest lassen sich einzelne Chaträume aufbauen, in dessen die Gruppenteilnehmer sich untereinander austauschen können. Die bekannteste Art der Computerkonferenz sind wahrscheinlich Internet usenet news.

### Mehrbenutzereditoren
Mehrbenutzereditoren bezeichnen Systeme, die das gleichzeitige (synchrone) und/oder zeitlich versetzte (asynchrone) Bearbeiten von Texten, Bildern oder anderen Inhalten durch mehrere Benutzer ermöglichen. Während synchrone Systeme insbesondere mit der Technik eines gemeinsamen Arbeitsbereiches (shared view) nach dem Prinzip WYSIWIS (What You See Is What I See) arbeiten, unterstützen asynchrone Systeme die Zusammenarbeit insbesondere durch Kommentare (Annotationen) und die Nachverfolgbarkeit von Änderungen durch Versionierung.
Beispiele für synchrone Mehrbenutzereditoren sind sogenannte interaktive Whiteboards, Editoren wie Subethaedit oder die Online-Office-Anwendungen von Google Drive. Ein Beispiel für einen asynchronen Mehrbenutzereditor ist der zur Erstellung dieses Textes verwendete MediaWiki-Editor.
Der Fokus von Mehrbenutzereditoren liegt (Stand: 2007) auf der Erstellung von Texten. Jedoch ist inzwischen Software erhältlich, mit der kooperativ andere Medientypen erstellt und verändert werden können, beispielsweise openCanvas 1.1b oder andere Paint chat-Applikationen für synchrones Erstellen von Bildern. Auch für asynchrone Videoerstellung existieren bereits Softwarelösungen.
Ein Anwendungsbereich ist das kollaborative Schreiben.

### Hypermedia
Elektronische Dokumente, die Verbindungen (Hyperlinks) zu anderen Medien wie Grafik, Sound oder Video enthalten. Sie ermöglichen multimediale Informationspräsentationen und -zugriff mittels Verknüpfungen...

### Koordinationssysteme
Sie ermöglichen die Koordinierung von für die Lösung einer Aufgabe notwendigen Schritten der einzelnen Teilnehmer einer Gruppe. Sie modellieren den Datenfluss, die Funktion, die Interaktion oder die Kommunikation innerhalb einer Organisationsstruktur. Diese Systeme bilden eine Grundlage und verfügen über eine Vielzahl von Modulen, die Netzwerker bei Entwicklung und Management eines Netzwerkes unterstützen.

## Raum-Zeit-Matrix
Die Zeit-Raum-Matrix (CSCW-Matrix nach Johansen) stellt den ersten Klassifizierungsansatz der CSCW-Werkzeuge dar. Sie ist die bekannteste Einteilung und verdeutlicht die unterschiedlichen Herausforderungen, die durch die computergestützte Gruppenarbeit bewältigt werden können. Dies gilt im Hinblick auf Raum und Zeit: Findet die Kooperation an einem Ort statt oder befinden sich die Teilnehmer an verschiedenen Orten bzw. arbeiten die Teilnehmer synchron (zur selben Zeit) oder asynchron (zu unterschiedlichen Zeiten).

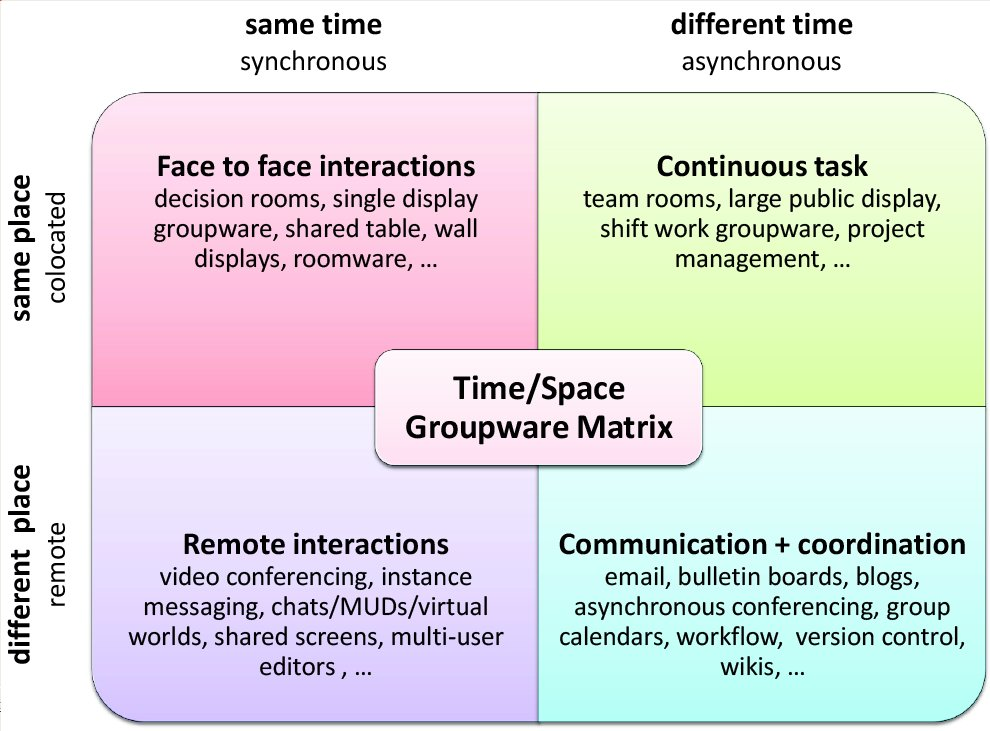
Die Raum-Zeit-Matrix

Befinden sich die Gruppenmitglieder zur selben Zeit am selben Ort, spricht man von einer Face-to-Face Interaktion. Unterstützt werden kann diese Art der Interaktion beispielsweise durch computerunterstützte Sitzungsmoderation, Präsentationssoftware oder einen Projektor (ugs.: "beamer").
Es kann durch zeitlich versetzte Arbeit kontinuierlich gearbeitet werden. Hierbei kann ein Gruppentermin-Kalender oder ein Projektmanagementsystem unterstützend wirken.
Arbeitet das Team allerdings zur selben Zeit an verschiedenen Standorten zusammen, können Werkzeuge, wie z. B. Instant Messaging und Screen-Sharing verwendet oder eine Telefon-/Videokonferenz aufgesetzt werden.
Befinden sich die Teammitglieder an verschiedenen Standorten und arbeiten zu unterschiedlichen Zeiten werden beispielsweise E-Mail-Systeme, Blogs, Bulletin Boards, Versionsverwaltungen oder Wikis verwendet, um kommunizieren und koordinieren zu können.

## Workgroup- und Workflow-Computing
Die zweite Klassifizierungsmöglichkeit stellt die Unterscheidung von Workgroup-Computing und Workflow-Computing dar.
Die nachfolgende Tabelle zeigt einen Überblick über die Charakteristika und Unterschiede der beiden Einsatzkonzepte.
|                                                         | Workgroup-Computing                           | Workflow-Computing                      |
| ------------------------------------------------------- | --------------------------------------------- | --------------------------------------- |
| Koordinationsmodell                                     | Lösung eines gemeinsamen Problems             | Aufteilung und Lösung von Teilproblemen |
| Anzahl der Beteiligten                                  | Niedrig                                       | Hoch                                    |
| Räumliche Verteilung der Beteiligten                    | An einem Ort/an verschiedenen Orten           | An einem Ort/an verschiedenen Orten     |
| Zeitliche Verteilung                                    | Zur gleichen Zeit/zu unterschiedlichen Zeiten | Bisher: zu unterschiedlichen Zeiten     |
| Strukturierungsgrad der Aufgaben                        | Mittel/gering                                 | Bisher: hoch                            |
| Wiederholungsfrequenz                                   | Mittel/gering                                 | Bisher: hoch                            |
| Bedeutung organisatorischer Regeln                      | Niedrig                                       | Hoch                                    |
| Organisatorischer Bezug                                 | Gruppe                                        | Organisationsweite Prozesse             |
| Einbindung in Gesamtorganisation                        | Bisher: gering                                | Ja                                      |
| Anbindung an betriebliche Informationsverarbeitung      | Bisher: nein                                  | Zum Teil                                |
| Primäres Ziel                                           | Bisher: Flexibilität                          | Bisher: Effizienz                       |
| Aktive Steuerung und Verfolgung des Arbeitsfortschritts | Bisher: nein                                  | Ja                                      |

Bei diesem Klassifizierungsansatz muss allerdings beachtet werden, dass trotz der theoretischen Trennung in Workgroup- und Workflow-Computing beide Konzepte sehr eng verknüpft sind.

### Workgroup-Computing
Unter Workgroup-Computing versteht man die Unterstützung von Team- bzw. Gruppenarbeit, die ein hohes Maß an Kooperation erfordert.
Die Kommunikation, Koordination und das gemeinsame Bearbeiten von Herausforderungen für die Erfüllung einer Aufgabe stehen dabei im Vordergrund.
Die Gruppenmitglieder können dabei geographisch und zeitlich unabhängig voneinander arbeiten. Um dies zu ermöglichen, werden spezielle Werkzeuge benötigt. Diese Werkzeuge werden im Allgemeinen als Groupware bezeichnet. Für internetbasierte Groupware wird auch häufig der Begriff Social Software verwendet.
Groupware umschreibt die Kombination verschiedener Software, die die computergestützte Gruppenarbeit ermöglichen. Dabei liegt nicht die Arbeitsteilung, sondern die gemeinsame Leistungserstellung im Fokus. So können zum Beispiel mehrere Personen gleichzeitig ein gemeinsames Dokument erstellen. Die Software übernimmt hierbei die Koordination der Gruppenmitglieder.
Das Workgroup-Computing unterstützt drei grundlegende Bereiche: Computerunterstützte Sitzungen, Telekooperation und das Information Sharing.

#### Computerunterstützte Sitzungen
Ziel der computerunterstützten Sitzungen ist es, die Effizienz von Sitzungen zu erhöhen. Das Potential der Zusammenarbeit wird besser ausgeschöpft und somit eine höhere Produktivität erreicht.
Erreicht wird dies durch verschiedene Möglichkeiten, die die virtuelle Arbeit mit sich bringt. Zum Beispiel können Beiträge zu einer gemeinschaftlichen Lösung anonymisiert werden. Eine solche Anonymität führt in hierarchischen Organisationen in der Regel zu einer erhöhten Offenheit.
Außerdem kann durch den Einsatz von computerunterstützten Sitzungen parallel gearbeitet werden, was die Produktivität einer großen Gruppe deutlich erhöht.
Es können also deutliche Zeitverkürzungen gegenüber herkömmlichen Sitzungen erreicht werden, zudem werden größere Gruppen ermöglicht, da alle Mitglieder gleichzeitig an einem Dokument arbeiten können. Gleichzeitig werden eine höhere Partizipation und demokratischere Entscheidungsprozesse erzielt.

#### Telekooperation
Unter dem Begriff Telekooperation wird das Unterstützen der Zusammenarbeit von Personen, unabhängig von deren Standort, verstanden. Dabei spielt es keine Rolle, ob die Zusammenarbeit synchron oder asynchron abläuft.
Die standortunabhängige Kooperation kann beispielsweise durch E-Mail-Dienste, Telefon- und Videokonferenzen oder Virtuelle Communities ermöglicht werden.

#### Information Sharing
Ein weiterer wichtiger Baustein des Workgroup-Computings ist das Information Sharing. Es bietet die Möglichkeit Informationen und Daten austauschen und teilen zu können. Die beteiligten Gruppenmitglieder greifen dabei auf eine gemeinschaftlich nutzbare Umgebung zu. Es ist hierbei nicht nur möglich Informationen auszutauschen, sondern diese auch gemeinschaftlich zu erstellen bzw. bearbeiten.
Bekannte Beispiele aus dem Alltag sind Google Drive, Dropbox oder private Wikis.

### Workflow-Computing
Workflow-Computing stellt den Arbeitsfluss als solchen in den Mittelpunkt der computerunterstützten Gruppenarbeit. Das Konzept beschreibt die Koordination arbeitsteiliger Aktivitäten und den dynamischen Ablauf von Prozessen. Hier liegt der Schwerpunkt folglich nicht bei der Lösung einer gemeinsamen Aufgabe, sondern vielmehr bei der Koordination der aufeinanderfolgenden Teilaufgaben. Also erfolgt die technische Unterstützung nicht bei der Interaktion einer Gruppe, sondern bei Arbeitsprozessen und dem damit verknüpften Informationsfluss.
Dadurch werden Durchlaufzeiten von digitalen Gütern oder allgemeinen Vorgängen verringert. Durch Workflow-Computing kann der Arbeitsfortschritt automatisiert und vor allem auch gesteuert werden. Deshalb gestaltet sich die Abwicklung von Prozessen schneller, zuverlässiger und medienbruchfrei.